# Woodwardia kempii
Woodwardia kempii là một loài thực vật có mạch trong họ Blechnaceae. Loài này được Copel. miêu tả khoa học đầu tiên năm 1908.